# Povijest Argentine
Povijest Argentine je niz događaja koji su se dogodili na današnjem teritoriju Republike Argentine od prvih ljudskih naselja do danas.
Najstariji ostacima Homo sapiensa na argentinskom tlu otkriveni su na krajnjem jugu Patagonije i datiraju iz razdoblja oko 13 000 godina prije Krista. Prve agrokeramičke civilizacije osnovane su od 18. stoljeća pr. Kr. u zoni Anda na sjeveroistoku zemlje. Do dolaska Europljana, Argentina je bila relativno rijetko naseljeno područje s brojnim kulturama koje su imale različite oblike društvenog uređenja.
Pisana povijest onoga što je sada Argentina počinje opažanjima njemačkog kroničara Ulricha Schmidla zabilježenim tijekom ekspedicije, koju je 1516. predvodio Juan Díaz de Solís u Río de la Platu. Ova ekspedicija nagovještava španjolsko osvajanje dijela ove regije, koje će se ostvariti u sljedećim desetljećima. 
Godine 1776. španjolska kruna uspostavila je, odvajanjem od potkraljevstva Perua, novo potkraljevstvo Río de la Plata, administrativnu jedinicu koja okuplja različite teritorije i iz koje će se, s revolucijom u svibnju 1810., odvijati postupni proces formiranje nekoliko neovisnih država, uključujući Ujedinjene provincije Río de la Plata, konglomerat pokrajina manje ili više autonomnih jedna od druge. Suverenitet Argentine formaliziran je proglašenjem neovisnosti 9. srpnja 1816. u Tucumanu, zatim vojnim porazom trupa Španjolskog Carstva 1824., u sadašnjem peruanskom departmanu Ayacucho. Godine 1833. Britansko Carstvo preuzelo je Falklandsko otočje, koje je tada bilo pod vojnim zapovjedništvom koje je pripadalo Ujedinjenim provincijama, a čiji je povrat Argentina od tada nastavila zahtijevati.
Nakon dugog razdoblja unutarnjih ratova, između 1853. i 1860. godine, na temelju ustava donesenog 1853. godine, uspostavljena je federalna republika pod nazivom Republika Argentina. Putem vojnih kampanja protiv naroda Mapuche, Tehuelche, Ranquelche, Mataco i Toba, poznatih kao Osvajanje Chaca i Osvajanje pustinje, Republika Argentina je zauzela ravnice Gran Chaco na sjeveru i pampu te istočnu Patagoniju na jugu, dajući tako sadržaj njenom današnjem teritoriju koji po površini zauzima osmo mjesto u svijetu.
U razdoblju između 1862. i 1930. godine, značajnom po svojoj ustavnoj stabilnosti, stanovništvo Argentine, zahvaljujući golemom valu useljavanja uglavnom iz Italije i Španjolske, poraslo je pet puta brže nego u cijelom svijetu. Uspostava općeg (muškog) prava glasa 1912., dopunjenog 1951. pravom glasa za žene, omogućila je dolazak niza vlada propisno izabranih narodnim glasovanjem, ali koje će se od 1930. na vlasti izmjenjivati s vojnim diktaturama i lažnim vladama. Posljednja od tih diktatura srušila se 1982. kao rezultat poraza Argentine u Falklandskom ratu protiv Velike Britanije, a njezini su protagonisti izvedeni pred lice pravde za zločine protiv čovječnosti. Godine 1983. počelo je dugo razdoblje demokracije, koje traje do danas. Papa Franjo, rođen u Buenos Airesu prvi je papa iz Latinske Amerike.